# Spearsville
Spearsville – wieś w Stanach Zjednoczonych, w stanie Luizjana, w parafii Union.